# 마담 X
마담 X(Madame X)는 미국에서 제작된 라이오넬 베리모어 감독의 1929년 드라마 영화이다. 러스 채터튼 등이 주연으로 출연하였다.

## 출연

### 주연
- 러스 채터튼
- 루이스 스톤

### 조연
- 레이몬드 해킷
- 홈즈 허버트
- 유지니 베서러
- 밋첼 루이스
- 울리치 하우프트
- 시드니 톨러
- 리처드 칼
- 캐롤 나이에
- 클로드 킹

## 제작진
- 원작자: 알렉상드르 비손
- 미술: 세드릭 기븐스